# サイバー・バズ
株式会社サイバー・バズ（英: Cyber Buzz, Inc.）は、東京都渋谷区に本社を置く日本の企業である。
デジタルガレージの持分法適用会社。

## 概要
口コミ関連事業とインターネット広告代理店事業を主としている。

## 沿革
- 2006年4月 - 株式会社サイバー・バズ設立
- 2006年
  - 6月 - 「CyberBuzz」営業開始
  - 7月 - 国内初、クチコミの広がりを測る「BuzzTrack」営業開始
- 2009年
  - 2月 - ホットリンク社の技術提供のクチコミ分析サービス「BuzzAnalytics（バズアナリティクス）開始
  - 12月 -「CyberBuzz」をリニューアル。マクロミル社調査による態度変容レポートの発行開始
- 2010年
  - 6月 - ソーシャルメディアへのPRサービス「ソーシャルPR」サービス開始
  - 7月 - ソーシャルメディアマーケティングサービス「Ripre」サービス開始
  - 10月 - 現代表取締役の高村彰典が就任
  - 11月 - Ameba会員のためのモニターサービス「アメモニ」サービス開始
- 2011年9月 - 大阪営業所を開設
- 2012年
  - 2月 - 料理写真の共有アプリ「Piccious」サービス開始
  - 11月 - Facebookマーケティングアプリ「ポチカム」サービス開始
- 2013年
  - 2月 - 「アメモニ」を「モニコレ」にサービス名変更
  - 8月 - 女性向け育児・医療相談Q&Aサービス「Doctors me」サービス開始
  - 8月 - インドネシアにて合弁会社「PT. Bina Blog Indonesia」設立
  - 10月 - 医師に直接相談できるQ&Aサービス「Doctors Me」で福利厚生サービスの株式会社ベネフィット・ワンと提携
  - 11月 - ウェブ上のキャンペーン情報・ニュース記事の拡散を促進するサービス『VIRAL WAVE』の提供を開始
  - 12月 - モニターサービス「Ripre」をインドネシアで展開
- 2014年
  - 2月 - ソーシャルゲームやスマートフォンに関するインフルエンサーネットワーク『Ripre GAMERS』の提供を開始
  - 5月 - いつでも獣医に相談できるスマホQ&Aサービス 「Pet Advisers（ペットアドバイザーズ）」の提供を開始
- 2015年7月 - Instagram専門分析サービス「i-Analyzer」の提供を開始、 Instagramを活用した企業マーケティング活動を支援
- 2018年
  - 5月 - サイバーエージェントが保有する株式の一部を、株式会社ユナイテッドと株式会社DGインキュベーションへ譲渡。サイバーエージェントの連結から外れる[1]
  - 12月 - サイバーエージェントが保有する株式の一部を、株式会社デジタルガレージなどへ譲渡。同時にサイバーエージェントの持分法適用会社ではなくなったと同時に、第2位株主となったデジタルガレージの持分法適用会社となる[1]
- 2019年9月 - 東京証券取引所マザーズ市場へ上場